# Gare de Tarbes
La gare de Tarbes est une gare ferroviaire française des lignes de Toulouse à Bayonne et de Morcenx à Bagnères-de-Bigorre, située dans le quartier Sainte-Anne à Tarbes, préfecture du département des Hautes-Pyrénées, en région Occitanie.
Elle est mise en service en 1859 par la Compagnie des chemins de fer du Midi et du Canal latéral à la Garonne.
C'est une gare de la Société nationale des chemins de fer français (SNCF), desservie par le TGV, des trains de grandes lignes et des trains régionaux TER Occitanie.

## Situation ferroviaire
Établie à 304 mètres d'altitude, la gare de Tarbes, qui dépend de la région ferroviaire de Toulouse, est située au point kilométrique (PK) 156,293 de la ligne de Toulouse à Bayonne, entre les gares ouvertes de Tournay et d'Ossun. Gare de bifurcation, elle est située au PK 245,665 de la ligne de Morcenx à Bagnères-de-Bigorre (partiellement exploitée pour le fret) entre les gares de Bazet - Oursbelille (fermée) et de Séméac (fermée).
Elle est équipée de trois quais : le quai 1 dispose d'une longueur utile de 375 m pour la voie A, le quai 2 (central) d'une longueur utile de 418 m pour les voies B et C et le quai 3 (central) d'une longueur utile de 479 m pour les voies D et E.

## Histoire
La Compagnie des chemins de fer du Midi et du Canal latéral à la Garonne met en service la gare de Tarbes, lors de l'ouverture de la section de Riscle à Tarbes le 24 septembre 1859.

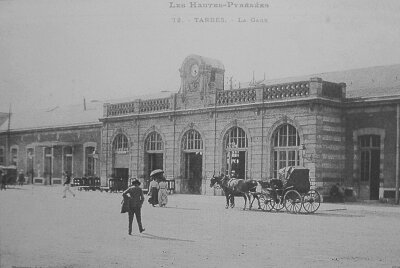
Le bâtiment voyageurs de la gare de Tarbes, vers 1900.

La section de Tarbes à Lourdes est mise en service le 20 avril 1866, et Tarbes devient une gare de bifurcation lors de l'ouverture des deux sections de Montréjeau à Tarbes et Lourdes à Pau, qui permettent la mise en service de la ligne de Toulouse à Bayonne, le 20 juin 1867.
L'ancien atelier d'entretien des voitures Corail, fermé en 1992 (puis utilisé par une association de restauration de voitures anciennes jusque dans les années 2010) et situé non loin de la gare en direction de Mont-de-Marsan, est victime d'un incendie en janvier 2016,.
En 2020, selon les estimations de la SNCF, la fréquentation annuelle de la gare était de 334 030 voyageurs.

## Fréquentation
De 2015 à 2023, selon les estimations de la SNCF, la fréquentation annuelle de la gare s'élève aux nombres indiqués dans le tableau ci-dessous :
| Année                      | 2015    | 2016    | 2017    | 2018    | 2019    | 2020    | 2021    | 2022    | 2023    | 2024      |
| -------------------------- | ------- | ------- | ------- | ------- | ------- | ------- | ------- | ------- | ------- | --------- |
| Voyageurs seuls            | 516 136 | 482 700 | 512 070 | 407 099 | 428 617 | 334 030 | 492 773 | 639 135 | 709 416 | 861 314   |
| Voyageurs et non voyageurs | 637 206 | 595 926 | 632 185 | 502 591 | 529 157 | 412 383 | 608 362 | 789 055 | 875 822 | 1 063 351 |

## Service des voyageurs

### Accueil
Gare SNCF, elle dispose d'un bâtiment voyageurs, avec guichet, ouvert tous les jours. Elle est équipée d'automates pour l'achat de titres de transport. Gare « Accès Plus » elle propose des aménagements, des équipements et des services pour les personnes à la mobilité réduite.

### Desserte
Tarbes est une gare nationale desservie : par le TGV, sur la relation Paris-Montparnasse - Bordeaux-Saint-Jean - Tarbes ; par des trains Intercités de nuit, sur la relation Paris-Austerlitz - Lourdes / Hendaye (en période estivale) ; par des trains Intercités, sur la relation Toulouse-Matabiau - Bayonne / Hendaye.
C'est également une gare régionale desservie par des trains TER Occitanie, sur les relations : Toulouse-Matabiau - Muret - Saint-Gaudens - Montréjeau - Tarbes - Lourdes - Pau ; et par des trains TER Nouvelle-Aquitaine, sur les relations : Tarbes - Pau - Bayonne - Hendaye et Bordeaux-Saint-Jean - Dax - Pau - Tarbes.

### Intermodalité
Un parc à vélos et un parking sont aménagés aux abords de la gare.
Elle est desservie par le réseau TLP Mobilités (lignes T1, T2, T5, T7 et TL) et le réseau régional liO (lignes 960, 961, 963, 965, 966 et 967).

## Service des marchandises
Cette gare est ouverte au service du fret.